# 810-та окрема бригада морської піхоти (СРСР)
810-та окрема бригада морської піхоти (810 ОБрМП, в/ч 13140) — з'єднання військ морської піхоти ВМФ СРСР чисельністю у бригаду, що існувало у 1966—1992 роках. Бригада входила до складу Чорноморського флоту.
За час свого існування полк неодноразово брав участь у несенні бойової служби в районах Єгипту, Сирії, Гвінеї, Анголи.
Після розпаду СРСР у 1992 році перейшла до складу Збройних сил Російської Федерації.

## Історія

### 309-й окремий батальйон морської піхоти
8 листопада 1966 року, на підставі директиви Міністра оборони СРСР від 30 квітня 1966 на Червонопрапорному Чорноморському флоті з підрозділів 1-го батальйону 336-го окремого гвардійського Білостоцького орденів Суворова і Олександра Невського полку морської піхоти БФ і особового складу 135-го мотострілецького полку Закавказького військового округу був сформований 309-й окремий батальйон морської піхоти ЧФ.
Першим командиром батальйону став підполковник Іван Сисолятін.
З 15 листопада по 22 грудня 1966 року, 1-а рота батальйону під командуванням старшого лейтенанта А. І. Мельникова (командири взводів лейтенанти К. Вересова, В. Руденко, Л. Цхай, В. Яковлєв — в майбутньому генерал-полковник, президент міжрегіональної громадської організації морських піхотинців), посилена розвідвзводу батальйону, убула на борту крейсера «Слава» Чорноморського флоту в близькосхідну зону Середземного моря для виконання завдань бойової служби.
У серпні 1967 року, 309-й окремий батальйон морської піхоти КЧФ провів спільне навчання з висадки десанту з озброєними силами Народної Республіки Болгарія. В ході навчання вперше був здійснений 15-кілометровий перехід плаваючою техніки на плаву до місця висадки десанту, 300-кілометровий марш по території Болгарії. У заключній частині вчення батальйон прибув до місця огляду військ, що беруть участь в навчанні, в місті
З вересня по грудень 1967 року, батальйон морської піхоти в кількості 231 людини під командуванням майора Н. І. Добриніна ніс бойову службу в Середземному морі. У ході несення цієї бойової служби були здійснені заходи в Порт-Саїд (Єгипет), Латакию (Сирія).

### 810-й окремий полк морської піхоти
15 грудня 1967 року, на базі 309-го окремого батальйону морської піхоти Чорноморського флоту, 1-го бмп і 336-го гв.опмп БФ і роти плаваючих танків 61-го окремого полку морської піхоти Північного флоту був сформований 810-й окремий полк морської піхоти Чорноморського флоту з дислокацією в бухті Козача м Севастополь. Ця дата в даний час вважається днем народження полку.
Першим командиром полку став полковник І. І. Сісолятін.
17 грудня 1967 року полк відвідав Адмірал флоту Радянського Союзу Горшков С. Г.
У 1970 році 810-ї ОПМП зайняв 1 місце в ВМФ з тактичної та вогневої підготовки, полк оголошений найкращим з'єднанням ВМФ.
У 1971 році особовий склад полк брав участь у гасінні пожежі в районі м Ялта. Полк був оголошений найкращим в ВМФ. Працювала Головна інспекція МО СРСР.
У 1973 році 1-й БМП посів 2-е місце в змаганні на першість ВМФ з тактичної та вогневої підготовки.
31 жовтня 1974 року, 810-й ОПМП був нагороджений Вимпелом міністра оборони «За мужність і військову доблесть». Вручали Вимпел міністр оборони Маршал Радянського Союзу Гречко А. А. та начальник головного політичного управління Радянської Армії і Військово-Морського Флоту генерал армії Епишев А. А.
У 1976 році 2-й БМП став переможцем змагань на приз ГК ВМФ з вогневої та тактичної підготовки.
Наказом Головнокомандувача ВМФ СРСР від 30 жовтня 1978 року в списки 1-ї роти 810-го окремого полку морської піхоти був навічно зарахований Герой Радянського Союзу майор Цезар Львович Куніков.

### 810-та окрема бригада морської піхоти
У листопаді 1979 року полк був переформований на бригаду.
20 листопада 1979 року було остаточно завершено формування бригади, командиром якої став підполковник Володимир Рубльов.
У 1979 році 2-й БМП став переможцем змагань на приз ГК ВМФ з вогневої та тактичної підготовки.
У 1981 році 882-ї ОБМП став переможцем змагань на приз ГК ВМФ з вогневої та тактичної підготовки.
У 1982 році бригада була оголошена найкращою на ВМФ.
У вересні 1982 року 881-й окремий батальйон морської піхоти був переформований у 881-й окремий десантно-штурмовий батальйон.
У грудні 1982 року 810-й окремій бригаді морської піхоти було присвоєно найменування «імені 60-річчя утворення СРСР».
У 1983 році особовий склад бригади брав участь у порятунку 38 школярів під час сніжної бурі в Кримських горах, в гасінні пожежі в районі м Ялта. Бригада підтвердила звання передовій.
У червні 1983 року вперше в ВМФ СРСР на КЧФ пройшло вчення морських десантних сил, в ході якого бригада висаджувалася вночі з проведенням бойових стрільб з усіх видів зброї. У навчанні взяли участь 1.987 осіб та 381 одиниця техніки.
У 1988 році 810 ОБрМП на навчаннях «Осінь-88» здійснила висадку в районі населеного пункту Григорівка Одеської області.

### Азербайджан
З січня по квітень 1990 року 880-й і 882-й батальйону морської піхоти (командири батальйонів капітани С. Лямін і А. Зезюля) і РДР (командир роти капітан Шашков А. В.) 888-го орб бригади надавали допомогу в підтримці порядку в Баку. У РДР за списком було 24 матросів і сержантів, 3 командира взводу, 1 командир роти, 1 старшина і 1 зампотехом роти. Плюс з ротою був замполіт 888 орб і технік роти прапорщик Інал (через 2-3 дні відбув у Севастополь).
Підрозділи бригади виконували спеціальне завдання з охорони і військових об'єктів Каспійської флотилії, урядових об'єктів Азербайджану в м. Баку (командир загону підполковник Полосин В. П., заступник з політчастині — підполковник Салтан І. А., начальник штабу — підполковник Тимошенко А. І., з 20 березня — капітан 3 рангу Штембірг А. С.). Безпосереднє керівництво здійснював генерал-майор Романенко В. І.
20-21 серпня 1991 року особовий склад 810 ОБрМП чисельністю близько 500 осіб з повною викладкою був виведений на аеродром Бельбек.
З 10 липня по 9 вересня 1989 року і з 20 червня по 16 серпня 1990 року 881 ОДШБ під командуванням майора П. Г. Вауліна виконував особливе завдання в районі м. Поті Грузинської РСР.
Після розпаду СРСР у 1992 році бригада перейшла до складу Збройних сил Російської Федерації.

## Навчання
Крім виконання урядових завдань з несення бойової служби, особовий склад полку не раз брав участь у різномасштабних навчаннях ЗС СРСР і ЗС країн Варшавського Договору. Вчення і маневри «Родопи» (на території Народної Республіки Болгарія), флотські навчання «Зоря», «Океан», «Південь», «Берег-77», «Берег-79», «Захід-81», «Щит-82», «Осінь-88» спільні навчання ВМС Сирійської республіки і Об'єднаної Арабської Республіки «Броня», інші великі заходи в масштабі флоту не обходилися без висадки морських десантів.

## Паради Перемоги в Москві
У 1967, 1970, 1971, 1973, 1979, 1982 роках морська піхота ЧФ брала участь у парадах слави на Червоній площі в Москві. Саме морські піхотинці ЧФ першими зняли бушлати на параді на честь дня Перемоги. З тих пір морська піхота виходить на Червону площу без бушлатів в будь-яку погоду.
Півтора десятка разів «чорні берети» ЧФ брали участь у парадах на Червоній площі. 216 морських піхотинців за проявлені мужність і героїзм нагороджені орденами і медалями. 45 з них — двічі, 15 офіцерів — тричі.

## Нагороди і відзнаки
За 40-річну історію полк тричі відвідував міністр оборони СРСР.
11 разів з'єднання чорноморських морпіхів оголошувалося передовим у ВМФ СРСР і стільки ж разів нагороджувалося перехідними призами головнокомандуючого ВМФ СРСР «За вогневої і тактичної підготовки».

## Структура

### 1979
- управління бригади (в/ч 13140);
- 880-й окремий батальйон морської піхоти (в/ч 99732);
- 881-й окремий батальйон морської піхоти;
- 882-й окремий батальйон морської піхоти;
- 885-й окремий батальйон морської піхоти (кадрований);
- 888-й окремий розвідувальний батальйон (в/ч 63963);
- 113-й окремий танковий батальйон;
- 1613-й окремий артилерійський дивізіон (в/ч 70124);
- 1616-й окремий реактивний дивізіон;
- 1619-й окремий зенітний ракетно-артилерійський дивізіон;
- 1622-й окремий протитанковий дивізіон.

## Командування
- полковник Сисолятін Іван Іванович (1966—1971)
- полковник Зайцев Лев Михайлович (1971—1974)
- підполковник Яковлєв Валентин Олексійович (1974—1978)
- полковник Рубльов Володимир Вікторович (1978—1984)
- підполковник Ковтуненко Анатолій Миколайович (1984—1987)
- полковник Домненко Анатолій Федорович (1987—1989)
- полковник Кочешков Анатолій Миколайович (1989—1993)